# Шерифабад (Казвин)
Шерифаба́д (перс. شريف اباد‎) — населённый пункт сельского типа на северо-западе Ирана, в провинции Казвин. Входит в состав шахрестана Эльборз.

## География
Населённый пункт находится в центральной части провинции, на расстоянии приблизительно 13 километров к востоку-юго-востоку (ESE) от Казвина, административного центра провинции и на расстоянии 100 километров к северо-западу от Тегерана, столицы страны. Абсолютная высота — 1278 метров над уровнем моря.

## Население
По данным переписи 2006 года численность населения Шерифабада составляла 16 551 человека.

## Транспорт
Ближайший аэропорт расположен в городе Казвин.